# 五十嵐睦美
五十嵐 睦美（いがらし むつみ、1993年6月22日 - ）は、日本のスタントウーマン、女優。神奈川県出身。ジャパンアクションエンタープライズ所属。

## 略歴
東映ヒーロー作品の現場には『仮面ライダーエグゼイド』『宇宙戦隊キュウレンジャー』から参加し、『仮面ライダーリバイス』のラブコフ役でレギュラーキャラクターを初めて演じる。
2024年10月20日、結婚したことをX（旧Twitter）にて発表した。相手の詳細については、別業種のため未公表としている。

## 出演

### テレビドラマ
- 大河ドラマ 西郷どん（2018年、NHK） - 御末

### 特撮テレビドラマ
- スーパー戦隊シリーズ（テレビ朝日）
  - 宇宙戦隊キュウレンジャー（2017年 - 2018年）
  - 快盗戦隊ルパンレンジャーVS警察戦隊パトレンジャー（2018年 - 2019年）
  - 騎士竜戦隊リュウソウジャー（2019年 - 2020年）
  - 魔進戦隊キラメイジャー（2020年 - 2021年）
  - 機界戦隊ゼンカイジャー（2021年）
  - 王様戦隊キングオージャー（2023年 - 2024年） - ヒルビル・リッチ[7][5]
  - 爆上戦隊ブンブンジャー（2024年 - 2025年）
  - ナンバーワン戦隊ゴジュウジャー（2025年 - ）
- 仮面ライダーシリーズ（テレビ朝日）
  - 仮面ライダーエグゼイド（2016年 - 2017年）
  - 仮面ライダービルド（2017年 - 2018年）
  - 仮面ライダージオウ（2018年 - 2019年）
  - 仮面ライダーゼロワン（2019年 - 2020年）
  - 仮面ライダーセイバー（2020年 - 2021年）
  - 仮面ライダーリバイス（2021年 - 2022年） - ラブコフ[8][3]
  - 仮面ライダーギーツ（2022年 - 2023年） - 仮面ライダーレター[3][4][9]、仮面ライダーハクビ[10][4]、プレミアムベロバ[11][4]、不良ジャマト[4]、沙羅ジャマト[4]
  - 仮面ライダーガヴ（2024年 - ） - シータ・ストマック[12]、コメル・アマルガ[13]

### ウェブドラマ
- 警察戦隊パトレンジャー Feat. 快盗戦隊ルパンレンジャー 〜もう一人のパトレン2号〜（2018年、東映特撮ファンクラブ）
- 仮面ライダーシリーズ
  - 仮面ライダージャンヌ&仮面ライダーアギレラ withガールズリミックス（2022年、東映特撮ファンクラブ）
  - 仮面ライダーアウトサイダーズ（2023年、東映特撮ファンクラブ）
  - 仮面ライダージュウガVS仮面ライダーオルテカ（2023年、東映特撮ファンクラブ）
  - 仮面ライダー 令和のゴージャス運動会（2024年、YouTube） - 仮面ライダージャンヌ
- 暴太郎戦隊ドンブラザーズVS暴太郎戦隊ドンブリーズ（2023年）

### 映画
- 仮面ライダーシリーズ（東映）
  - 劇場版 仮面ライダービルド Be The One（2018年）
  - 平成仮面ライダー20作記念 仮面ライダー平成ジェネレーションズ FOREVER（2018年）
  - 劇場版 仮面ライダージオウ Over Quartzer（2019年）
  - 仮面ライダー 令和 ザ・ファースト・ジェネレーション（2019年）
  - 劇場版 仮面ライダーゼロワン REAL×TIME（2020年） - 仮面ライダーアバドン[14]
  - 劇場版 仮面ライダーリバイス（2022年）
  - 劇場版 仮面ライダーリバイス バトルファミリア（2022年） - ラブコフ[15]
  - 仮面ライダーギーツ×リバイス MOVIEバトルロワイヤル（2022年） - ラブコフ[3]
  - 仮面ライダー THE WINTER MOVIE ガッチャード&ギーツ 最強ケミー★ガッチャ大作戦（2023年）
  - 仮面ライダーガヴ お菓子の家の侵略者（2025年）
- スーパー戦隊シリーズ（東映）
  - 快盗戦隊ルパンレンジャーVS警察戦隊パトレンジャー en film（2018年）
  - 劇場版 騎士竜戦隊リュウソウジャーVSルパンレンジャーVSパトレンジャー（2020年）
  - 暴太郎戦隊ドンブラザーズ THE MOVIE 新・初恋ヒーロー（2022年）
  - 映画 王様戦隊キングオージャー アドベンチャー・ヘブン（2023年）
  - ナンバーワン戦隊ゴジュウジャー 復活のテガソード（2025年）
- セイバー+ゼンカイジャー スーパーヒーロー戦記（2021年、東映）

### オリジナルビデオ
- 仮面ライダーシリーズ
  - ゼロワン Others 仮面ライダーバルカン&バルキリー（2021年）
  - 仮面ライダーセイバー 深罪の三重奏（2022年）
  - てれびくん超バトルDVD 仮面ライダーリバイス コアラVSカンガルー!!結婚式のチューしんで愛をさけぶ!?（2022年）
  - 仮面ライダーギーツ ジャマト・アウェイキング（2024年）
  - 仮面ライダーガッチャード GRADUATIONS（2025年）
- スーパー戦隊シリーズ
  - 王様戦隊キングオージャーVSドンブラザーズ（2024年）
  - 王様戦隊キングオージャーVSキョウリュウジャー（2024年）
  - 爆上戦隊ブンブンジャーVSキングオージャー（2025年）